# Francesco Maria Piave
Francesco Maria Piave (Venetië, 18 mei 1810 - Milaan, 5 maart 1876) was een Italiaans tekstschrijver en Verdi's vriend met wie hij veelvuldig aan opera's werkte. Net als Verdi was hij een hartstochtelijk Italiaans patriot, en in 1848, gedurende Milaans "Cinque Giornate," toen Radetsky's Oostenrijkse troepen zich terugtrokken uit de stad, was Verdi's brief aan Piave in Venetië geadresseerd aan "Burger Piave."
Piave werd geboren in Murano in de lagune van Venetië, tijdens de korte periode van het Napoleontische Koninkrijk Italië. Hij volgde Salvatore Cammarano op als Verdi's belangrijkste teksdichter, en schreef de libretti voor Verdi's opera's Ernani (1844), I due Foscari (1844), Attila (1846),  Macbeth (1847), Il corsaro (1848), Stiffelio (1850), Rigoletto (1851), La traviata (1853) Simon Boccanegra (1857),   Aroldo (1857) en La forza del destino (1862). Als Piave niet had geleden aan de gevolgen van een beroerte zou hij zeker ook het libretto van Aida hebben geschreven.
Piave schreef ook de libretti voor Giovanni Pacini, Saverio Mercadante, Federico Ricci, en een voor Michael Balfe, al zijn die minder bekend.
Piave stierf in Milaan in 1876 op 65-jarige leeftijd en is begraven op het Cimitero Monumentale.